# Intriger
Intriger är gruppen Reeperbahns 4:e och sista musikalbum. Det spelades in i OAL studio, Sollentuna under oktober 1983 och gavs ut 22 november 1983. Albumet producerades av Janis Bokalders och Reeperbahn. Tekniker var Ove Norsten.
En remaster-utgåva släpptes på CD 2010.

## Mottagande
Intriger fick en väldigt positiv recension i Göteborgs-Posten, som kallade det för Reeperbahns "hittills bästa och mest lättlyssnade album." Även Aftonbladet var positiva, och sa att "Det är skönt att lyssna till ett band som spelar så avslappat och behärskat som Reeperbahn."
Emellertid ska Intriger försäljningsmässigt ha betraktats som en besvikelse, jämfört med gruppens två föregående skivor Venuspassagen (1981) och Peep-Show (1983). Enligt en uppgift såldes Intriger i knappt tusen exemplar vid släppet 1983. Det släpptes ej några singlar i samband med skivan.

## Låtlista
Text: Olle Ljungström, förutom "Små druvor" av Fred Asp. Musik: Olle Ljungström, förutom "Små druvor" av Fred Asp och "Vackra minnen (klär bäst i rött)" av Eddie Sjöberg.
1. Billy Boccia - 0.35
2. Rider i takt - 3.23
3. Utanför din dörr - 3.39
4. Nåt speciellt - 3.53
5. Det var länge sen - 3.33
6. I krigets hjärta - 3.36
7. Alla vackra ord - 4.06
8. Upptäck din kropp - 3.35
9. Små druvor - 4.10
10. Vackra minnen (klär bäst i rött) - 3.44
11. Intriger - 3.31
12. Boccia Billy - 0.25

## Medverkande
- Eddie Sjöberg - gitarr
- Fredric Holmquist - keyboard
- Fred Asp - trummor
- Olle Ljungström - gitarr, sång
- Latte Kronlund - bas
- Idde Schultz - kör (duett på "Det var länge sen")
- Irma Schultz - kör
- Heinz Liljedahl - kör